# Michael Diamond (sportskytt)
Michael Diamond, född 20 maj 1972 i Sydney, är en australisk sportskytt.
Han tävlade i olympiska spelen 1992, 1996, 2000, 2004, 2008 samt 2012. Han blev olympisk guldmedaljör i trap vid sommarspelen 1996 i Atlanta och vid sommarspelen 2000 i Sydney.